# Юбер Паро
Юбер Паро (фр. Hubert Parot, 23 травня 1933 — 15 січня 2015) — французький вершник.
Олімпійський чемпіон 1976 року в командному конкурі.